# دانيال تشانغ
دانيال تشانغ (بالصينية: 张勇) هو كبير الإداريين التنفيذيين صيني، ولد في 1972 في شانغهاي في الصين.